# Tatort: Ein ganz gewöhnlicher Mord
Ein ganz gewöhnlicher Mord ist ein Fernsehfilm aus dem Jahr 1973 und die 26. Folge der Tatort-Reihe. Der Film, eine Produktion von Radio Bremen, wurde am 4. Februar 1973 im Deutschen Fernsehen uraufgeführt.

## Handlung
Friedhelm Sacher, ein Handelsvertreter in Damenoberbekleidung, ist nach einem guten Geschäftsabschluss noch auf der Suche nach ein wenig geselliger Unterhaltung, um der Einsamkeit seines Hotelzimmers zu entkommen. Da es schon zu spät war, konnte Sacher die Tageseinnahmen von mehreren tausend D-Mark nicht auf die Bank bringen. Er hat die Summe deshalb in der Brieftasche bei sich. In der Bremer Bahnhofsgaststätte lernt er drei Männer kennen: Michael Puczek, Gelegenheitsarbeiter, Kurt Westhoff, abgeheuerter Seemann, und Wolfgang Henning, Aushilfskellner. Sacher versteht sich auf Anhieb mit ihnen – obwohl sie allesamt etwas zwielichtig wirken – nicht zuletzt, weil er sich an diesem Abend außerordentlich spendabel zeigt. Der Alkohol fließt in Strömen, und während man zu viert von Lokal zu Lokal zieht, wird die Stimmung immer ausgelassener.
Anderntags wird Friedhelm Sacher tot und beraubt am Ufer eines Sees aufgefunden. Damit beginnt die zermürbende Ermittlungsarbeit der Kriminalpolizei um Hauptkommissar Böck. Sachers Identität bleibt zunächst unklar, weil er keinerlei Papiere bei sich hat und in der Gegend nicht bekannt ist. So bleibt den Beamten nur, ein Bild des Toten zu veröffentlichen und auf Zeugen zu hoffen. Erst nach und nach melden sich Personen, die sich an Sacher und seine Begleiter erinnern, deren Aussagen aber zunächst noch keinen Durchbruch bringen („Können Sie die anderen drei beschreiben?“ – „Ja, es waren drei, nicht?!“).
Die Spuren führen nach weiteren beschwerlichen Ermittlungen schließlich zur Festnahme Puczeks, Westhoffs und Hennings. Obwohl der exakte Tathergang nicht rekonstruiert werden kann, da sich die drei jeweils gegenseitig beschuldigen, werden alle drei Tatbeteiligten wegen Mordes zu einer lebenslangen Freiheitsstrafe verurteilt.

## Hintergrund
Dieter Wedel drehte den Film mit nahezu derselben Besetzung wie den Semmeling-Dreiteiler Einmal im Leben – Geschichte eines Eigenheims aus dem Jahr 1972. Auch das für Dieter Wedels Filme charakteristische Stilmittel der direkten Ansprache des Zusehers durch die Darsteller an der eigentlichen Handlung vorbei wird in Ein ganz gewöhnlicher Mord konsequent fortgeführt.
Wedel legte Wert auf eine detaillierte Darstellung der mühsamen ermittlerischen Kleinarbeit unter hinderlichen Umständen wie unklarer Spurenlage oder mangelnder Mobilität aufgrund zu weniger Dienstfahrzeuge.

## Sonstiges
Wie in fast allen seinen Filmen hat Regisseur Dieter Wedel auch hier einen Cameo-Auftritt, diesmal als Begleiter von Frau Sacher.

## Kritik
„Der einzige Tatort des späteren Star-Regisseurs Wedel zeigt nüchtern, wie ‚einfach‘ einer zum Mörder wird und wie schwer für die Kripo die Wahrheitsfindung ist. Spannend, weil ganz besonders lebensnah.“

„Zweifellos eine Perle der Reihe.“

## Veröffentlichung
Der Film wurde zuletzt im Dezember 2000 im Ersten Deutschen Fernsehen gezeigt. Eine Veröffentlichung auf DVD erfolgte bislang nicht.